# Tajno (jezioro w powiecie augustowskim)
Tajno – jezioro w woj. podlaskim, w pow. augustowskim, w gminie Bargłów Kościelny.
Jezioro ma wydłużony kształt, w północnej części znajduje się zatoka. Linia brzegowa ma długość 11,32 km. Jezioro jest położone na wysokości 114,2 m n.p.m., maksymalna głębokość wynosi 6,6 m, a średnia 2,6 m. Powierzchnia zwierciadła wody wynosi wedle różnych źródeł 235,6 ha albo 198 ha. Na jeziorze nie ma wysp. Południowy brzeg zalesiony, pozostała część jeziora jest otoczona polami uprawnymi. Nad Tajnem znajduje się kilka miejscowości - Tajno Podjeziorne i Tajenko.